# ファイアーストーム (1998年の映画)
『ファイアーストーム』（Firestorm）は、1997年製作で1998年に公開されたアメリカ映画。森林火災の際に上空からパラシュートで現場に降りたち消火・救助を行う消防士「スモークジャンパー」 (Smokejumper) と、火災に乗じて逃走した脱獄囚との戦いを描くディザスター・アクション映画である。
アメリカでは1998年1月9日に2037館で公開され、週末興行成績で初登場7位になった。日本では同年5月30日に銀座シネパトスほかで公開された。
監督のディーン・セムラーは撮影監督として活躍しており、『ダンス・ウィズ・ウルブズ』で第63回（1990年度）アカデミー賞撮影賞を受賞している。また、主演のハウイー・ロングは元アメリカンフットボール選手で、NFLの殿堂入りを果たしている。
なお、ファイアーストーム（火災旋風）とは、大規模な火災において発生する高熱の暴風のことである。

## ストーリー
森林火災の際に上空からパラシュートで現場に降りたち消火・救助を行う消防士「スモークジャンパー」のジェシーは上司ウィントの後を受けて消防隊員のリーダーとなる。ある日、囚人のシェイらが森林火災を利用して4人の仲間と脱獄。
ジェシーは消防隊員に扮した彼らと、鳥類学者のジェニファーに遭遇、行動を共にするがシェイの仲間らがジェニファーを人質にし、ジェシーを殺そうと襲いかかる。
なんとか攻撃を巻き、ジェニファーを解放したジェシー。近くの湖なら安全だと二人は移動するが、その間にも火災は広がっていき、たとえ湖にいようと巻きこまれるファイヤーストームが発生してもおかしくない状況にあった。
なんとか湖にたどり着いた彼らだったが、そこにシェイが現れる。
死闘の末、ジェシーは彼を追い詰め、やがて発生したファイヤーストームによりシェイは焼死した。
なおも続く火災。その時、雨が降り、ジェシーとジェニファーは助かった。

## キャスト
※括弧内は日本語吹替（吹替版VHSに収録）
- ジェシー - ハウイー・ロング（江原正士）
- ウィント - スコット・グレン（納谷六朗）
- シェイ - ウィリアム・フォーサイス（屋良有作）
- ジェニファー - スージー・エイミス（勝生真沙子）
- モニカ - クリスチャンヌ・ハート（渡辺美佐）
- ピート - ガーウィン・サンフォード（落合弘治）
- カウボーイ - セバスチャン・スペンス（真地勇志）
- アンディ - マイケル・グレイアイズ（堀川仁）
- パッカー - バリー・ペッパー（大川透）
- カージ - ウラジミール・クリッチ（田中正彦）
- ルーミス - トム・マクビース（辻親八）
- ウィルキンス - ベンジャミン・ラトナー
- シャーマン - ジョナサン・ヤング（室園丈裕）
- ティナの母 - チルトン・クレイン（幸田夏穂）
- ティナの父 - ロビン・ドリスコル
- ティナ - アレクサンドリア・ミッチェル（小林希唯）
- 弁護士 - テリー・ケリー（小島敏彦）
- ムーディ - ダニー・ワトリー（乃村健次）
- デイヴィス - ジョン・カスバート（石井隆夫）

## スタッフ
- 監督：ディーン・セムラー
- 製作：ジョセフ・ローブ3世、マシュー・ワイズマン、トーマス・M・ハメル
- 脚本：クリス・ソス
- 撮影：スティーヴン・F・ウィンドン
- 音楽：J・ピーター・ロビンソン